# CHIC1
CHIC1 (англ. Cysteine rich hydrophobic domain 1) – білок, який кодується однойменним геном, розташованим у людей на довгому плечі X-хромосоми. Довжина поліпептидного ланцюга білка становить 224 амінокислот, а молекулярна маса — 25 616.
| 10         |  | 20         |  | 30         |  | 40         |  | 50         |
| ---------- |  | ---------- |  | ---------- |  | ---------- |  | ---------- |
| MSILLPNMAE |  | FDTISELEEE |  | EEEEAATSSS |  | SPSSSSSVSG |  | PDDDEEDEEE |
| EEEEEEEEEE |  | EEEEEEEEAP |  | PPPRVVSEEH |  | LRRYAPDPVL |  | VRGAGHITVF |
| GLSNKFDTEF |  | PSVLTGKVAP |  | EEFKTSIGRV |  | NACLKKALPV |  | NVKWLLCGCL |
| CCCCTLGCSL |  | WPVICLNKRT |  | RRSIQKLIEW |  | ENNRLYHKLA |  | LHWKLTKRKC |
| ETSNMMEYVI |  | LIEFLPKYPI |  | FRPD       |  |            |  |            |

A: Аланін

C: Цистеїн

D: Аспарагінова кислота

E: Глутамінова кислота

F: Фенілаланін

G: Гліцин

H: Гістидин

I: Ізолейцин

K: Лізин

L: Лейцин

M: Метіонін

N: Аспарагін

P: Пролін

Q: Глутамін

R: Аргінін

S: Серин

T: Треонін

V: Валін

W: Триптофан

Кодований геном білок за функцією належить до ліпопротеїнів. 
Задіяний у такому біологічному процесі, як альтернативний сплайсинг. 
Локалізований у клітинній мембрані, мембрані, цитоплазматичних везикулах.